# NGC 3230
NGC 3230 est une galaxie lenticulaire située dans la constellation du Lion. NGC 3230 a été découverte par l'astronome britannique John Herschel en 1830.

## Caractéristiques
Sa vitesse par rapport au fond diffus cosmologique est de 3 137 ± 4 km/s, ce qui correspond à une distance de Hubble de 46,3 ± 3,3 Mpc (∼151 millions d'al).